# Podocidaris
Podocidaris is een geslacht van zee-egels uit de familie Arbaciidae. De wetenschappelijke naam van het geslacht werd in 1869 voorgesteld door Alexander Agassiz.

## Soorten
- Podocidaris ornata H.L. Clark, 1912
- Podocidaris sculpta A. Agassiz, 1869
- Podocidaris sibogae Mortensen, 1934